# Herzberg (Peine)

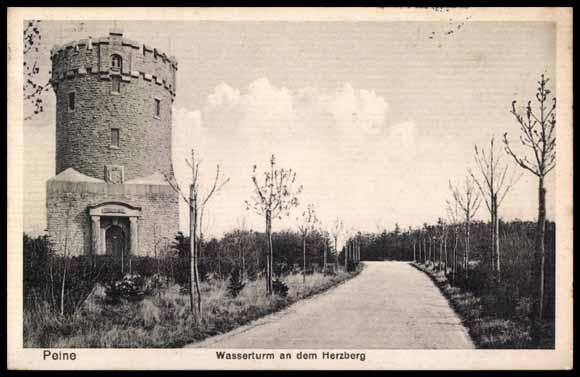
Wasserturm im Peiner Herzberg (1915)

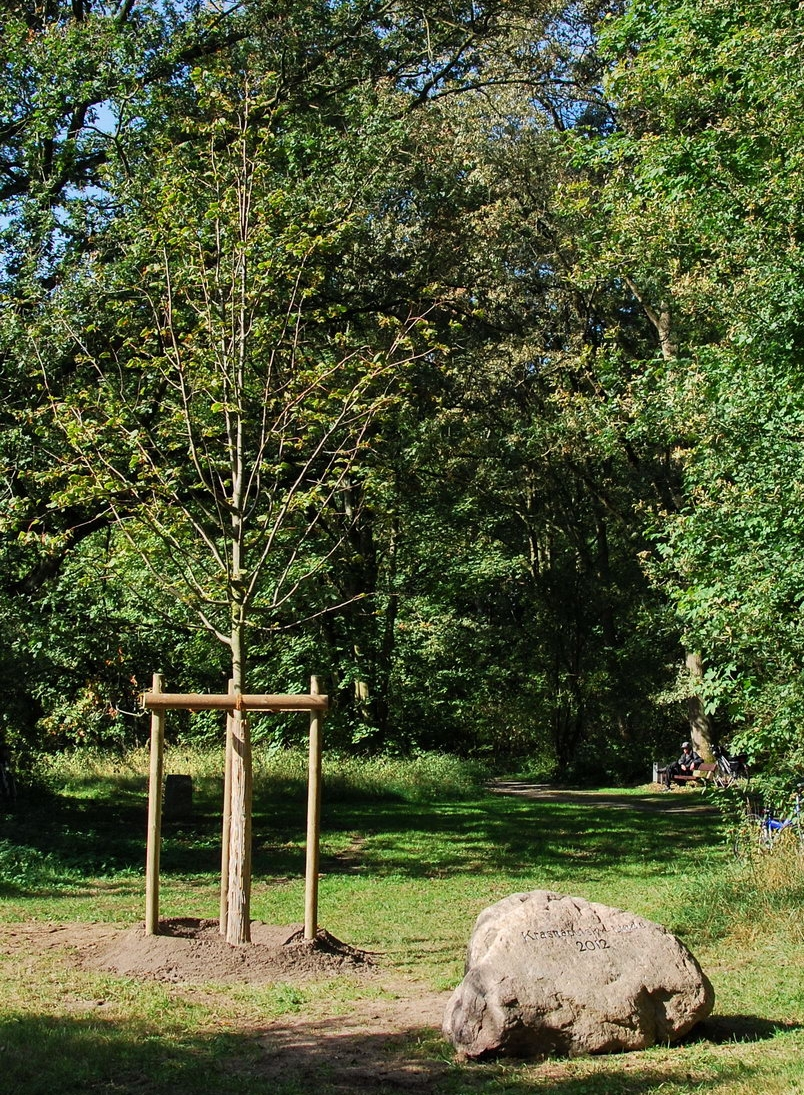
Gedenkstein und Krasnapolsky-Linde im Peiner Herzberg (2012)

Der Herzberg ist ein Stadtwald in der Kreisstadt Peine, Niedersachsen.
Als Flurbezeichnung wurde der Herzberg, eine 80,5 m ü. NHN hohe Erhebung im Norden der Kernstadt, bereits 1702 urkundlich erwähnt. Im Jahr 1896 erwarb dort die Stadt Peine ein erstes Gelände von etwa 25,5 Hektar und ließ ab 1897 einen Park angelegen.
Im Jahr 1911 stiftete Wilhelm Krasnapolsky (1834–1912) 30.000 Goldmark für die Aufforstung. Der in Peine aufgewachsene Nachfahre polnischer Einwanderer wanderte 1856 nach Abschluss seiner Schneiderlehre in die Niederlande aus, wo er als Kaufmann reich wurde. An dem Krasnapolsky-Weg am sogenannten Liebesgrund erinnert ein Gedenkstein an ihn. Von dort führt ein Weg auf die Anhöhe mit dem 1908 gebauten Wasserturm im Stil der Burgenromantik.
Heute grenzt der Herzberg im Nordosten an ein Gewerbegebiet und lärmgeschützt an die Bundesautobahn 2. Im Westen führt die Sundernstraße zum Eixer See. An der Kastanienallee im Süden liegt ein Rondell mit zwei Mahnmalen für die Opfer der beiden Weltkriege und der nationalsozialistischen Gewaltherrschaft.
Nach der Sage entstand der Herzberg mit Sand aus der Lüneburger Heide, den ein Riese aus seinen Stiefeln geschüttet hatte, um anschließend seinen Kopf darauf ablegte, was einen herzförmigen Abdruck hinterließ.